# 近江温泉
近江温泉（おうみおんせん）は、かつて滋賀県東近江市にあった温泉。別名は笹ヶ谷温泉ともいう。温泉施設は閉鎖されたが隣接地にある近江温泉病院は運営を続けている。

## 沿革
1969年周辺の湖東三山に訪れる観光客や地元住民向けの温泉施設を設けるために発掘開始された。近江温泉湖東ホテルを併設して営業していた。
2006年4月に宿泊施設を閉鎖し、以降は日帰りの入浴営業のみに変更され、さらに2009年7月31日を最後に温泉施設も閉鎖された。

## 効能
リウマチ・神経痛・皮膚病他

## その他
近江温泉病院が隣接しており、通常の病院業務の他に温泉を利用したリハビリテーションを行なっている。

## 周辺
- 金剛輪寺
- 百済寺
- 道の駅東近江市あいとうマーガレットステーション